# Jarno Hams
Jarno Hams (ur. 11 listopada 1974, Hengelo) – holenderski profesjonalny strongman.
Obecnie najlepszy holenderski siłacz. Sześciokrotnie Najsilniejszy Człowiek Holandii w latach 2004, 2005, 2006, 2007, 2008 i 2010. Drużynowy Mistrz Świata Par Strongman 2006.

## Życiorys

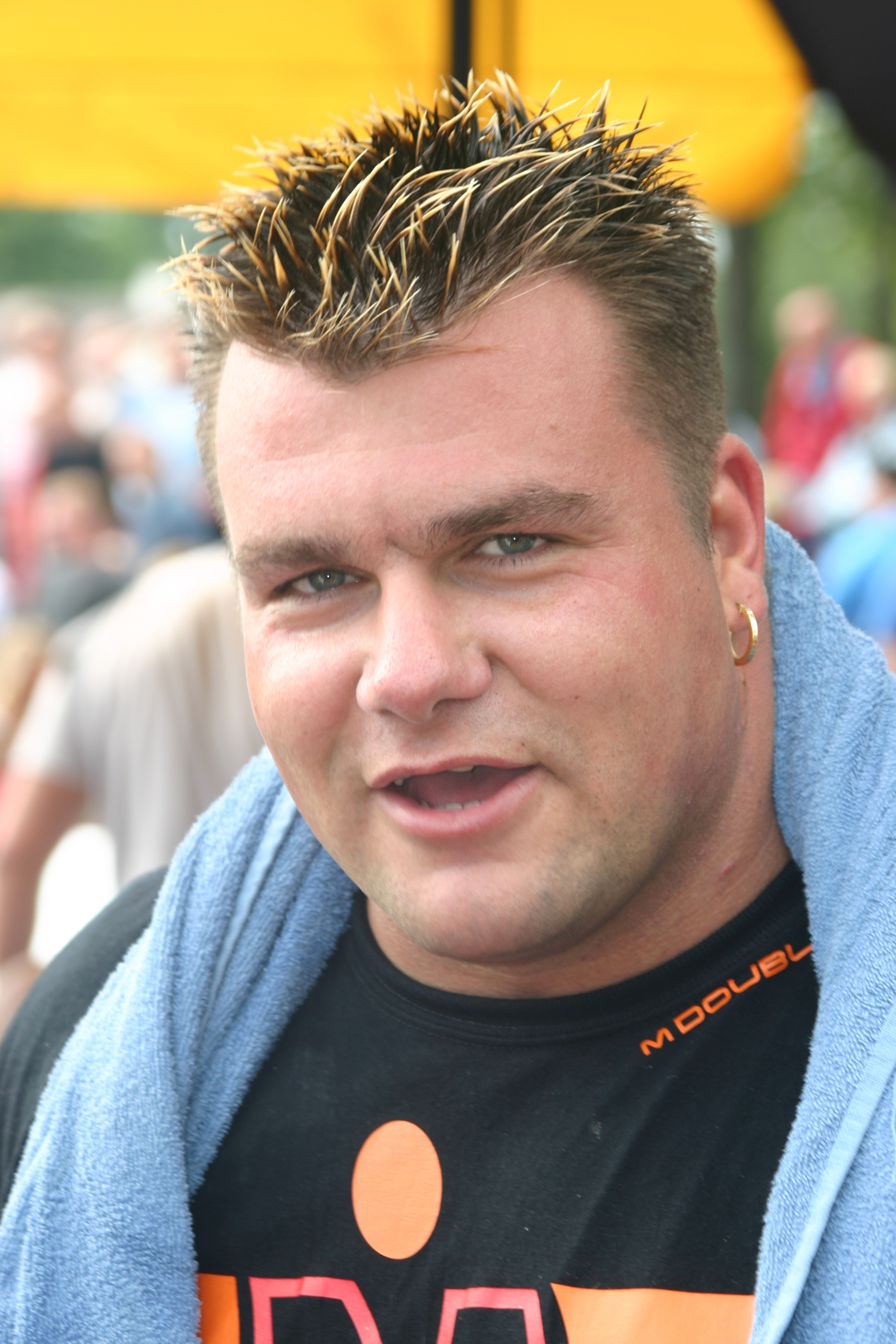
Jarno Hams podczas Mistrzostw Holandii Strongman w 2005

Jarno Hams swoją wielką budowę ciała odziedziczył po swym wielkim ojcu (wzrost: 198 cm, waga: 165 kg). W młodości trenował judo i jujitsu. W 1994 r. rozpoczął treningi siłowe w siłowni Marcela Mosterta, trenera Berenda Veneberga (wielokrotnego Mistrza Holandii Strongman). Zadebiutował na zawodach siłaczy w 1996 r., na Mistrzostwach Wschodniej Holandii, gdzie zajął 3. miejsce. W 1997 r. rozpoczął treningi z samym Berendem Venebergiem, najlepszym trenerem jakiego mógłby znaleźć w Holandii.
Wziął udział dotychczas czterokrotnie w indywidualnych Mistrzostwach Świata Strongman, w latach 2002, 2003, 2006 (IFSA) i 2007 (IFSA). W Mistrzostwach Świata Strongman 2002, Mistrzostwach Świata Strongman 2003 i Mistrzostwach Świata IFSA Strongman 2006 nie zakwalifikował się do finałów.
W finałach Mistrzostw Europy IFSA Strongman 2007 doznał kontuzji i ostatecznie nie wziął udziału.
W Drużynowych Mistrzostwach Świata Par Strongman 2007 nie zakwalifikował się do finału.
W wyniku poważnej kontuzji, której doznał w czerwcu 2009 r. podczas zawodów Ligi Mistrzów Strongman w Holandii, nie mógł wziąć udziału w Mistrzostwach Holandii Strongman 2009 i został wykluczony z udziału w zawodach do końca roku.
Jest zrzeszony w federacji IFSA i obecnie sklasyfikowany na 15. pozycji.
Mieszka w mieście Vroomshoop (prowincja Overijssel). Jest kawalerem.
Wymiary:
- wzrost 189 cm
- waga 145 kg

Rekordy życiowe:
- przysiad 340 kg
- wyciskanie 260 kg
- martwy ciąg 380 kg

## Osiągnięcia strongman
- 1998

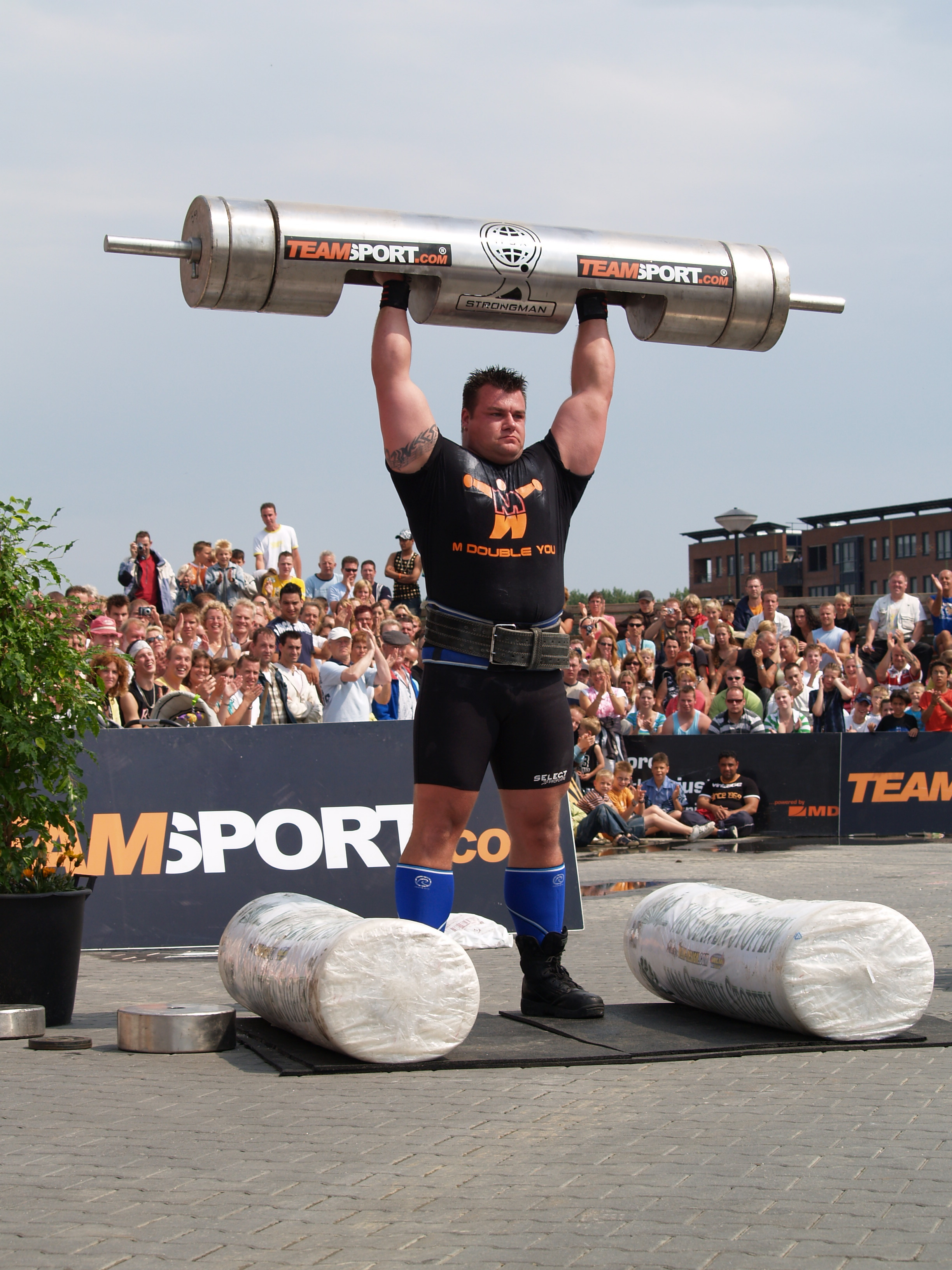
Jarno Hams w konkurencji wyciskanie belki

  - 6. miejsce - Drużynowe Mistrzostwa Świata Par Strongman 1998 (z Gertem Gerritsem)
- 1999
  - 3. miejsce - Mistrzostwa Holandii Strongman
- 2000
  - 4. miejsce - Mistrzostwa Holandii Strongman
- 2001
  - 2. miejsce - Mistrzostwa Holandii Strongman
  - 3. miejsce - Drużynowe Mistrzostwa Świata Par Strongman 2001 (z Woutem Zijlstrą)
- 2002
  - 2. miejsce - Drużynowe Mistrzostwa Europy Par Strongman 2002 (z Woutem Zijlstrą)
  - 7. miejsce - Drużynowe Mistrzostwa Świata Par Strongman 2002 (z Simonem Sulaimanem)
  - 6. miejsce - Mistrzostwa Europy Strongman 2002
  - 3. miejsce - Mistrzostwa Holandii Strongman
- 2003
  - 3. miejsce - Super Seria 2003: Silvonde
  - 7. miejsce - Mistrzostwa Europy Strongman 2003
  - 2. miejsce - Mistrzostwa Holandii Strongman
  - 12. miejsce - Super Seria 2003: North Bay (kontuzjowany)
  - 4. miejsce - Drużynowe Mistrzostwa Świata Par Strongman 2003
- 2004
  - 1. miejsce - Mistrzostwa Holandii Strongman
- 2005
  - 1. miejsce - Mistrzostwa Holandii Strongman
  - 1. miejsce - The Strongest Man of West Europe
  - 10. miejsce - Mistrzostwa Europy IFSA Strongman 2005

- 2006
  - 1. miejsce - Mistrzostwa Holandii Strongman
  - 1. miejsce - Drużynowe Mistrzostwa Świata Par Strongman 2006
  - 1. miejsce - The Strongest Man of West Europe
- 2007
  - 1. miejsce - Mistrzostwa Holandii Strongman
  - 1. miejsce - The Strongest Man of West Europe
  - 12. miejsce - Mistrzostwa Świata IFSA Strongman 2007
- 2008
  - 10. miejsce - Liga Mistrzów Strongman 2008: Ryga
  - 12. miejsce - Liga Mistrzów Strongman 2008: Subotica (kontuzjowany)
  - 5. miejsce - Liga Mistrzów Strongman 2008: Varsseveld
  - 1. miejsce - Mistrzostwa Holandii Strongman
  - 8. miejsce - Liga Mistrzów Strongman 2008: Mamaia (kontuzjowany)
  - 4. miejsce - Liga Mistrzów Strongman 2008: Kokkola
- 2009
  - 9. miejsce - Liga Mistrzów Strongman 2009: Ideapark (kontuzjowany)
  - 10. miejsce - Liga Mistrzów Strongman 2009: Terborg (kontuzjowany)
- 2010
  - 1. miejsce - Mistrzostwa Holandii Strongman[5]
- 2012
  - 1. miejsce - Mistrzostwa Hollandii Strongman
- 2014
  - 4. miejsce - Mistrzostwa Hollandii Strongman